# Leroy Chollet
Leroy Patrick Chollet (Nueva Orleans, Luisiana, 5 de marzo de 1924-Rocky River, Ohio, 10 de junio de 1998) fue un jugador de baloncesto estadounidense que disputó dos temporadas en la NBA, y dos más en la ABL. Con 1,88 metros de estatura, jugaba en la posición de alero.

## Trayectoria deportiva

### Universidad
Jugó durante tres temporadas con los Golden Griffins del Canisius College, siendo el primer jugador de la historia de la universidad en anotar más de 1000 puntos. En su primera temporada consiguió 381, en la segunda 317 y en la última 418.

### Profesional
Comenzó su andadura profesional en los Syracuse Nationals de la NBA, llegando en su primera temporada a disputar las Finales en las que cayeron ante Minneapolis Lakers por 4-2. Chollet promedió 3,2 puntos por partido.
Al año siguiente únicamente llegó a disputar 14 partidos antes de ser despedido, en los que estaba promediando 1,7 puntos y 1,1 rebotes. Fichó entonces por los Utica Pros de la ABL, donde jugó 34 partidos, en los que promedió 11,1 puntos. Posteriormente fue repescado por los Nationals para disputar los playoffs. Jugó una temporada más, en los Elmira Colonels, antes de retirarse definitivamente. 

## Estadísticas de su carrera en la NBA

### Temporada regular
| Año     | Equipo   | PJ | %TC  | %TL  | RPP | APP | PPP |
| ------- | -------- | -- | ---- | ---- | --- | --- | --- |
| 1949-50 | Syracuse | 49 | .341 | .625 | –   | .8  | 3.2 |
| 1950-51 | Syracuse | 14 | .118 | .632 | 1.1 | .9  | 1.7 |
| Total   | Total    | 63 | .291 | .627 | 1.1 | 8   | 2.9 |

### Playoffs
| Año   | Equipo   | PJ | %TC  | %TL  | RPP | APP | PPP |
| ----- | -------- | -- | ---- | ---- | --- | --- | --- |
| 1950  | Syracuse | 8  | .269 | .385 | –   | .5  | 2.4 |
| 1951  | Syracuse | 7  | .174 | .625 | 2.3 | 1.3 | 1.9 |
| Total | Total    | 15 | .224 | .476 | 2.3 | .9  | 2.1 |